# Ільїн Ілля Мойсейович
Ілля Мойсейович Ільїн (справжнє прізвище Бройтман; 1893, Ананьїв — 1973, Кишинів) — радянський політичний діяч. Перший секретар Молдавського обкому КП(б) України в 1929–1932 роках.

## Біографія
Народився в повітовому містечку Ананьїв Херсонської губернії (згодом райцентр Молдавської АРСР, тепер — Україна). Брав участь у революційному русі з 1910-х років, воював на фронтах Громадянської війни. Член РСДРП(б) з квітня 1917 року. У 1922—1929 роках — на господарській і партійній роботі на Україні, в Свердловську та Москві.
У 1929—1932 роках — перший секретар Молдавського обласного комітету комуністичної партії України в Тирасполі (з 30 березня 1930 по жовтень 1931 року — відповідальний секретар), змінив на цій посаді Х. Б. Богопольского. У роки керівної роботи в Молдавській АРСР підтримував т. зв. «самобутників» — прихильників молдаванізації на основі локальних говірок молдавської/румунської мови (на противагу прихильникам прийнятих в Румунії літературних норм). На посту відповідального секретаря в 1932 ріку Ільїна змінив І. С. Плачинда (Спорош).
У 1930—1934 роках — кандидат у члени ЦК КП(б) України. Заарештовано 25 вересня 1938 року в Калузі, де працював на будівництві ділянки Московсько-Київської залізниці. Після звільнення в 1955 ріку оселився в столиці МРСР — Кишиневі, де і помер в квітні 1973 року.